# 26993 Littlewood
26993 Littlewood è un asteroide della fascia principale. Scoperto nel 1997, presenta un'orbita caratterizzata da un semiasse maggiore pari a 2,9772197 UA e da un'eccentricità di 0,0773024, inclinata di 2,28304° rispetto all'eclittica.